# Узынколь (озеро, Майкольский сельский округ)
Узынколь (каз. Ұзынкөл) — озеро в Костанайском районе Костанайской области Казахстана. Находится в 20 км к западу от села Майколь.
По данным топографической съёмки 1958 года, площадь поверхности озера составляет 4,73 км². Наибольшая длина озера — 4,6 км, наибольшая ширина — 1,6 км. Длина береговой линии составляет 11 км, развитие береговой линии — 1,41. Озеро расположено на высоте 189,6 м над уровнем моря.